# Peñasco
Peñasco è un census-designated place (CDP) della contea di Taos nel Nuovo Messico, negli Stati Uniti. La popolazione era di 474 abitanti al censimento del 2020. Si trova lungo l'High Road to Taos, una strada storica di carattere turistico.

## Geografia fisica
Secondo l'Ufficio del censimento degli Stati Uniti, ha una superficie totale di 1,22 mi² (3,16 km²).

## Società

### Evoluzione demografica
Secondo il censimento del 2020, la popolazione era di 474 abitanti.

## Cultura
L'istruzione nella comunità è fornita dal Peñasco Independent School District.